# Тибет (империя)
Тибетская империя (тиб. བོད ་ ཆེན ་ པོ, Вайли bod chen po, Пë ченпо, «Тибет Великий») существовала с VII по XI век, когда Тибет был объединён в большую и могущественную империю, и управлял территорией значительно большей, чем Тибетское плато, — простирающейся до частей Восточной Азии, Центральной Азии и Южной Азии.
Традиционная тибетская история описывает подвиги длинного списка правителей. Подтверждение этому можно найти и в китайской историографии с VII века. С VII по IX век в Тибете правил ряд «императоров»-цэнпо́ (тиб. བཙན་པོ, Вайли bTsan Po; кит. трад. 贊普, упр. 赞普, пиньинь zànpǔ). Со времён Сонгцэна Гампо мощь и влияние «империи» всё более росли. Во время правления Ралпачана, в первые годы IX века, Тибетское государство контролировало территории, простиравшиеся от Таримского бассейна до Гималаев и Бенгалии, а также от Памира до современных китайских провинций Ганьсу и Юньнань.

## История

### Правление Сонгцэна Гампо (618—650)
Сонгцэн Гампо (Srong-brtsan Sgam-po) (604—650) был первым великим императором, который расширил власть Тибета за пределы Лхасы и долины Ярлунг, и традиционно считается, что он привнес буддизм в Тибет.
Когда его отец Намри Сонгцэн умер от отравления (около 618 года), Сонгцэн Гампо взял власть в свои руки после подавления короткого восстания. Сонгцэн Гампо оказался искусным как в дипломатии, так и в бою. Министр императора Мян Мангпод (Myang Mang-po-rje Zhang-shang) разгромил народ Сумпа около 627 года. Шесть лет спустя (около 632-33 гг.) Мян Мангпод был обвинен в государственной измене и казнен.
Китайские летописи упоминают о посланнике в Тибет в 634 году. Тогда тибетский император попросил (согласно тибетским источникам, потребовал) жениться на китайской принцессе, но получил отказ. В 635-36 годах император атаковал и разгромил тогонцев (тибетское: Аша), которые жили вокруг озера Кукунор и контролировали важные торговые пути в Китай. После серии военных походов между Тибетом и империей Тан в 635-8 годах китайский император согласился (только из-за угрозы применения силы, согласно тибетским источникам) предоставить китайскую принцессу Сонгцэну Гампо.
Около 639 года, после того как Сонгцэн Гампо поссорился со своим младшим братом Цэнсоном (Брцан-сронгом), младший брат был сожжён заживо своим собственным министром Хасрегом (срегами мха) (предположительно по приказу своего старшего брата императора).
Сонгцэн Гампо умер в 650 году. Ему наследовал его малолетний внук Триманг Лон (Khri-mang-slon). Реальная власть осталась в руках министра Гара Сонгцэна. Существует некоторая путаница относительно того, завоевал ли Центральный Тибет Чжанчжун во время правления Сонгцэна Гампо или во время правления Тисонга Децэна (р. 755 до 797 или 804). Записи танских летописей, однако, по-видимому, ясно помещают эти события в царствование Сонгцэна Гампо, поскольку они говорят, что в 634 году Чжанчжун и различные племена цян «полностью подчинились ему». После этого он объединился со страной Чжанчжун, чтобы победить Туюхун, затем покорил еще два племени цян, прежде чем угрожать китайскому региону Сунчжоу очень большой армией (по тибетским источникам 100 000 человек); по данным китайцев более 200 000 человек. Затем он послал посланника с подарками из золота и шёлка к китайскому императору, чтобы попросить китайскую принцессу в жены, и, когда получил отказ, напал на Сунчжоу. Согласно танским летописям, он в конце концов отступил и извинился, после чего император удовлетворил его просьбу.
После смерти Сонгцэна Гампо в 650 году Тан напала на столицу Тибета Лхасу и взяла её под свой контроль. Солдаты Тан не смогли выдержать своего присутствия во враждебном окружении Тибетского нагорья и вскоре вернулись в собственно Китай.

### Правление Мангсонг Мангцена (650—676)

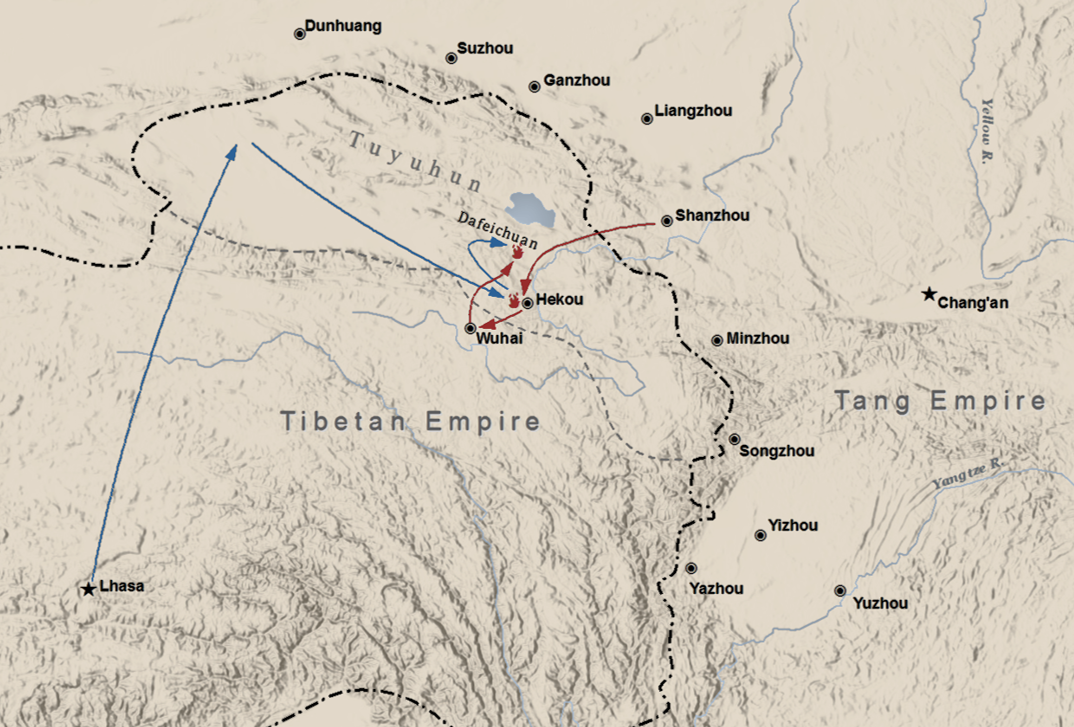
Битва при реке Дафей

После включения Тогона в состав тибетской территории могущественный министр Гар Сонгцэн умер в 667 году. Между 665 и 670 годами Хотан был разбит тибетцами, и последовала длинная череда конфликтов с империей Тан. Весной 670 года Тибет напал на оставшиеся китайские территории в западной части Таримского бассейна после победы в битве при Дафэйчуане против Тан. С войсками из Хотана они захватили Аксу, после чего китайцы оставили этот регион, положив конец двум десятилетиям китайского контроля. Таким образом, они получили контроль над всеми четырьмя китайскими гарнизонами в Таримской котловине в 670 году и удерживали их до 692 года, когда китайцам наконец удалось вернуть себе эти территории.
Император Мангсон Мангцен (Trimang Löntsen' или Khri-mang-slon-rtsan) женился на Тхримале (Khri-ma-lod), женщине, которая будет иметь большое значение в тибетской истории. Император умер зимой 676—677 годов, и после этого начались восстания Чжанчжунов. В том же году родился сын императора Триду Сонгцэн (Khri 'dus-srong btsan или Khri-'dus-srong-rtsan).

### Правление Триду Сонгцэна (677—704)
В 685 году умер министр Гар Ценье Домпу (mgar Bstan-snyas-ldom-bu), и на его место был назначен его брат Гар Тридринг Цендре (mgar Khri-‘bring-btsan brod). В 692 году тибетцы уступили китайцам бассейн Тарима. Гар Тридринг Цендре разбил китайцев в битве в 696 году и потребовал мира. Два года спустя, в 698 году, император Триду Сонгцэн якобы пригласил клан Гар (насчитывавший более 2000 человек) на охоту и приказал их убить. Затем Гар Тридринг Цендре покончил с собой, и его войска присоединились к китайцам. Это положило конец влиянию Гара.

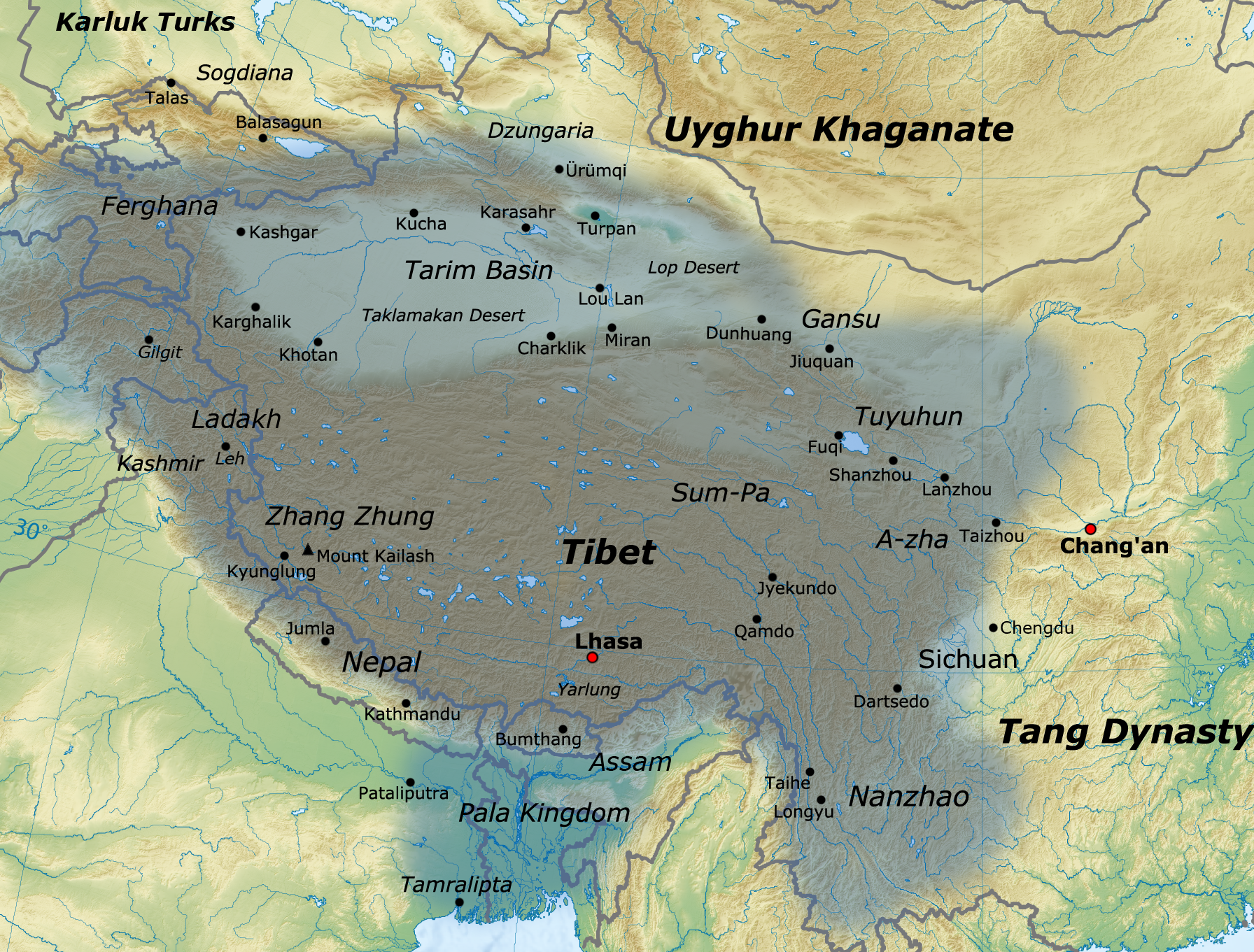
Карта Тибетской империи в ее наибольшей протяженности между 780-ми и 790-ми годами

С 700 года до своей смерти император находился в походе на северо-востоке, отсутствуя в Центральном Тибете, в то время как его мать Тхримал управляла страной от его имени. В 702 году Чжоуский Китай при императрице У Цзэтянь и Тибетская империя заключили мир. В конце того же года Тибетское имперское правительство обратилось к консолидации административной организации Кхо ченпо (мхос Чен-по) северо-восточной области Сумру, которая была страной Сумпа, завоёванной 75 лет назад. Сумру был организован как новый «рог» империи.
Летом 703 года Триду Сонгцэн жил в Оляке ('Ol-byag) в Лин (Gling), который находился в верховьях Янцзы, прежде чем начать вторжение в Цзан (‘Jang), который мог быть либо мосо, либо царством Наньчжао. В 704 году он ненадолго остановился в Йоти Чузанге (Yo-ti Chu-bzangs) в Мадроме (Rma-sgrom) на Хуанхэ. Затем он вторгся в Миву, которая была, по крайней мере, частично Наньчжао (тибетский термин Мива, вероятно, относится к тому же народу или народам, которые китайцы называют Ман или Мяо) но погиб во время преследования той кампании.

### Правление Тисонга Децена (756—797 или 804)
В 756 году принц Сон Децан был коронован императором с именем Тисонг Децэн (Khri srong lde brtsan) и взял под свой контроль правительство, когда он достиг совершеннолетия в возрасте 13 лет (14 по западным меркам) после годичного междуцарствия, во время которого не было императора.
В 755 году Китай уже начал ослабевать из-за восстания, начатого Ань Лушанем в 751 году, которое продолжалось до 763 года. Напротив, правление Тисонга Децэна характеризовалось восстановлением тибетского влияния в Центральной Азии. В начале его правления регионы к западу от Тибета отдавали дань уважения тибетскому двору. С этого времени тибетцы вторглись на территорию Тан, достигнув китайской столицы Чанъань (современный Сиань) в конце 763 года. Тибетские войска оккупировали Чанъань в течение пятнадцати дней и установили марионеточного императора, пока император Дай-цзун находился в Лояне. Наньчжао (в Юньнани и соседних областях) оставался под контролем тибетцев с 750 по 794 год, когда они обратились против своих тибетских правителей и помогли китайцам нанести серьезное поражение тибетцам.
Тем временем кыргызы заключили соглашение о дружбе с Тибетом и другими державами, чтобы разрешить свободную торговлю в регионе. Попытка заключения мирного договора между Тибетом и Китаем была предпринята в 787 году, но военные действия продолжались до тех пор, пока в 823 году в Лхасе не был подписан китайско-тибетский договор 821 года. В то же время уйгуры, номинальные союзники императоров Тан, продолжали создавать трудности на северной границе Тибета. К концу правления этого царя победы уйгуров на севере привели к тому, что тибетцы потеряли ряд своих союзников на юго-востоке.

## Армия

### Броня
Солдаты Тибетской империи носили кольчужные доспехи и были искусны в обращении с мечами и копьями, но плохо стреляли из лука. Согласно Ду Ю (735—812) в его энциклопедическом тексте «Тундянь», тибетцы сражались следующим образом:
Все мужчины и лошади носят кольчужные доспехи. Его мастерство чрезвычайно тонко. Он окутывает их полностью, оставляя отверстия только для двух глаз. Таким образом, сильные луки и острые мечи не могут повредить им. Когда они вступают в бой, то должны спешиться и выстроиться в шеренгу. Когда один умирает, его место занимает другой. До самого конца они не желают отступать. Их копья длиннее и тоньше, чем в Китае. Их стрельба из лука слаба, но броня крепка. Мужчины всегда пользуются мечами; когда они не воюют, они все еще ходят с мечами.

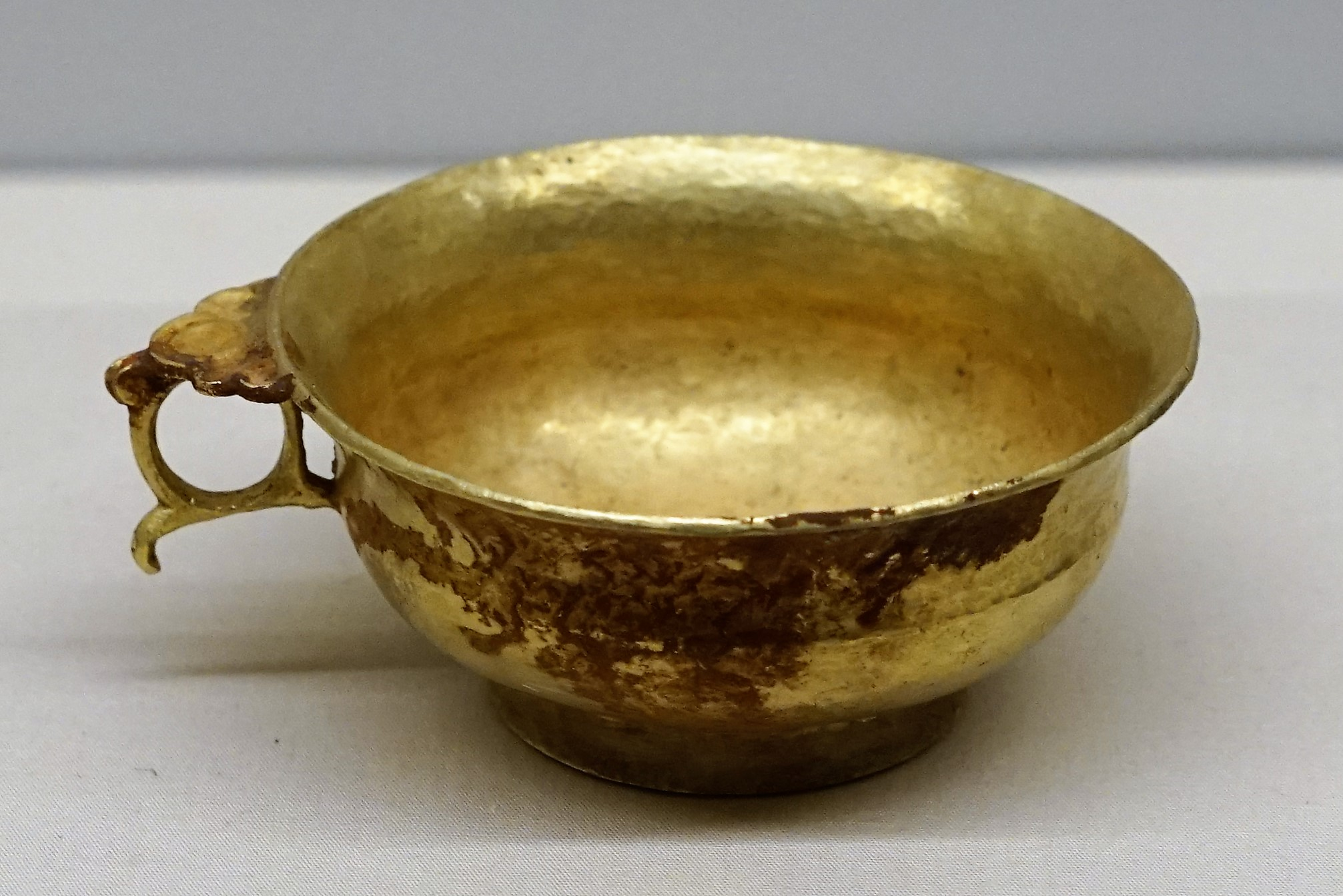
Золотая чаша с ручкой

Тибетцы, возможно, экспортировали свои доспехи в соседние степные кочевья. Когда тюргеши напали на арабов, их каган Сулук, по слухам, носил тибетские доспехи, которые спасли его от двух стрел, прежде чем третья пронзила его грудь. Он пережил это испытание с некоторым дискомфортом в одной руке.

### Организация
Офицеры Тибетской империи не работали полный рабочий день, и их призывали только на специальной основе. Эти воины были обозначены золотой стрелой длиной в семь дюймов, которая означала их должность. Офицеры собирались раз в год, чтобы принести клятву верности. Они собирались каждые три года, чтобы принять участие в жертвенном пиршестве.
Находясь в походе, тибетские армии не имели никакого запаса зерна и жили за счет грабежа.